# Джоу Шънсиен
Джоу Шънсиен (на китайски: 周生贤) е първият и настоящ министър на опазването на околната среда на Народна република Китай.
Джоу е роден във Уджун, Нинся-хуейски автономен регион. Присъединява се към Китайската комунистическа партия през 1972 година и е старши икономист. Той е непостоянен член на 16-ия Централен комитет на Китайската комунистическа партия, а след това е пълноправен член в 17-ия Централен комитет.